# Cyrtodactylus brevipalmatus
Cyrtodactylus brevipalmatus är en ödleart som beskrevs av  Smith 1923. Cyrtodactylus brevipalmatus ingår i släktet Cyrtodactylus och familjen geckoödlor. Inga underarter finns listade i Catalogue of Life.